# Hormius submersus
Hormius submersus är en stekelart som först beskrevs av Charles Thomas Brues 1933.  Hormius submersus ingår i släktet Hormius och familjen bracksteklar. Inga underarter finns listade i Catalogue of Life.